# Kościół św. Rocha w Lądku-Zdroju
Kościół św. Rocha w Lądku-Zdroju – kościół pomocniczy położony we wschodniej części cmentarza komunalnego w Lądku-Zdroju, przy ulicy Śnieżnej 10. 

## Historia
Potrzeba zbudowania kościoła w tej części Lądka-Zdroju związana jest za założeniem w mieście nowego cmentarza w 1616 roku. Pierwszy projekt kościoła cmentarnego powstał w 1619 roku, jednak nie doczekał się swojej realizacji. Prace budowlane ruszyły dopiero w 1678 roku. W tym samym roku obiekt został poświęcony. Spełniał odtąd funkcję kościoła pogrzebowego. Świątynia została w 1691 roku rozbudowana z inicjatywy ówczesnego proboszcza Adama Breitera (zm. 1707). Wynikało to z faktu, iż na czas przebudowy kościoła parafialnego przejęła jego funkcję. Podczas tej rozbudowy wydłużono obiekt o absydę. W latach 80. XX wieku kościół został strawiony przez pożar. Jego odbudowa miała miejsce na początku XXI wieku.

Decyzją wojewódzkiego konserwatora zabytków z dnia 3 sierpnia 1965 roku kościół został wpisany do rejestru zabytków. 

## Architektura
Jest to budowla barokowa, jednonawowa z więżą zwieńczoną hełmem. Elewacje zaakcentowane są boniowanymi pilastrami. Prezbiterium ma kształt kwadratowy i zakończone zostało półkolistą absydą. Bryła główna posiada stromy dach dwuspadowy, krytym łupkiem w karo, natomiast absyda nakryta jest dachem dwuspadowym, krytym dachówką karpiówką. Elewacje frontowa zachodnia i tylna wschodnia posiadają wysokie trójkątne szczyty. Na kalenicy jest ośmioboczna sygnaturka.

## Galeria

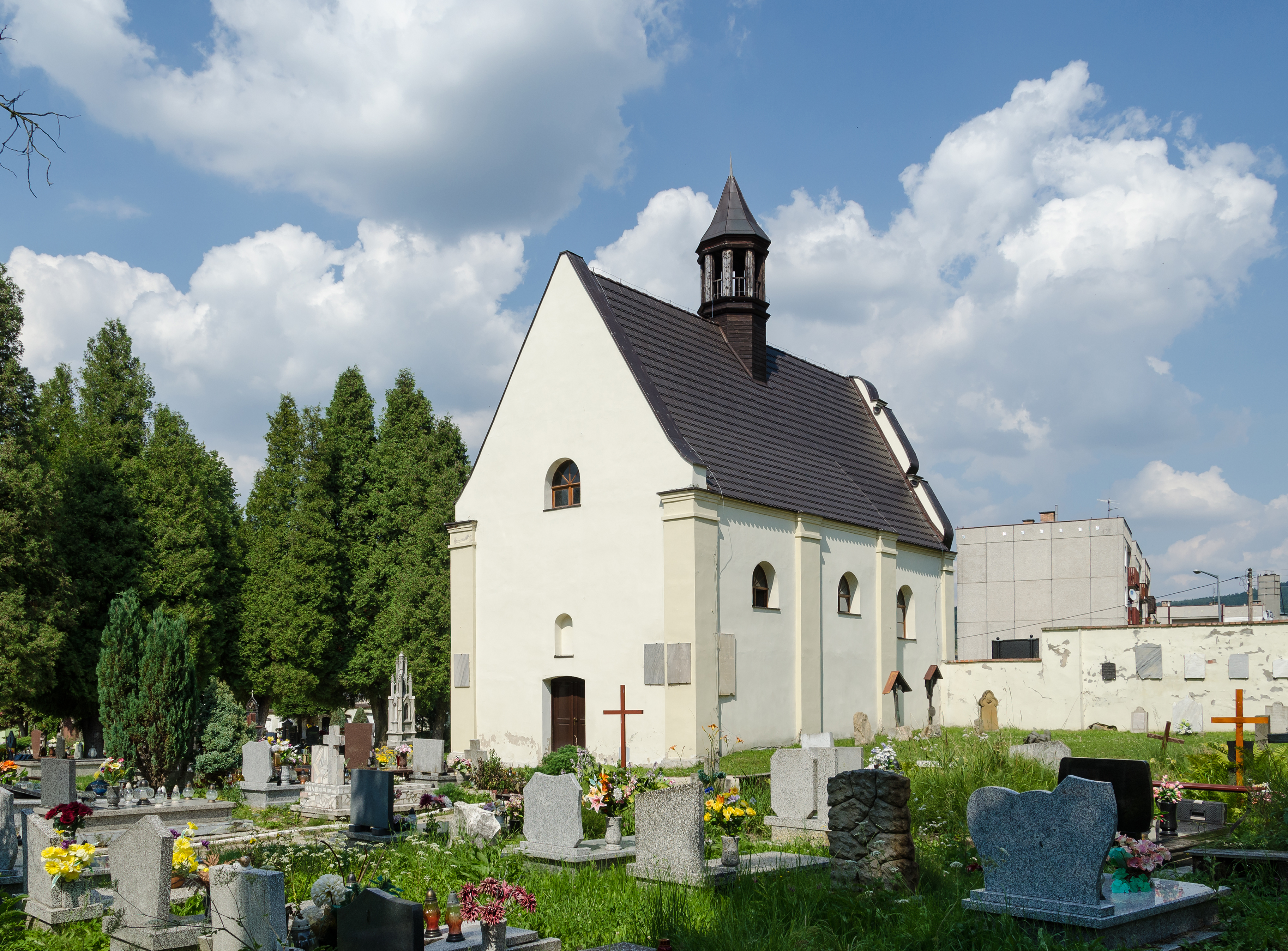
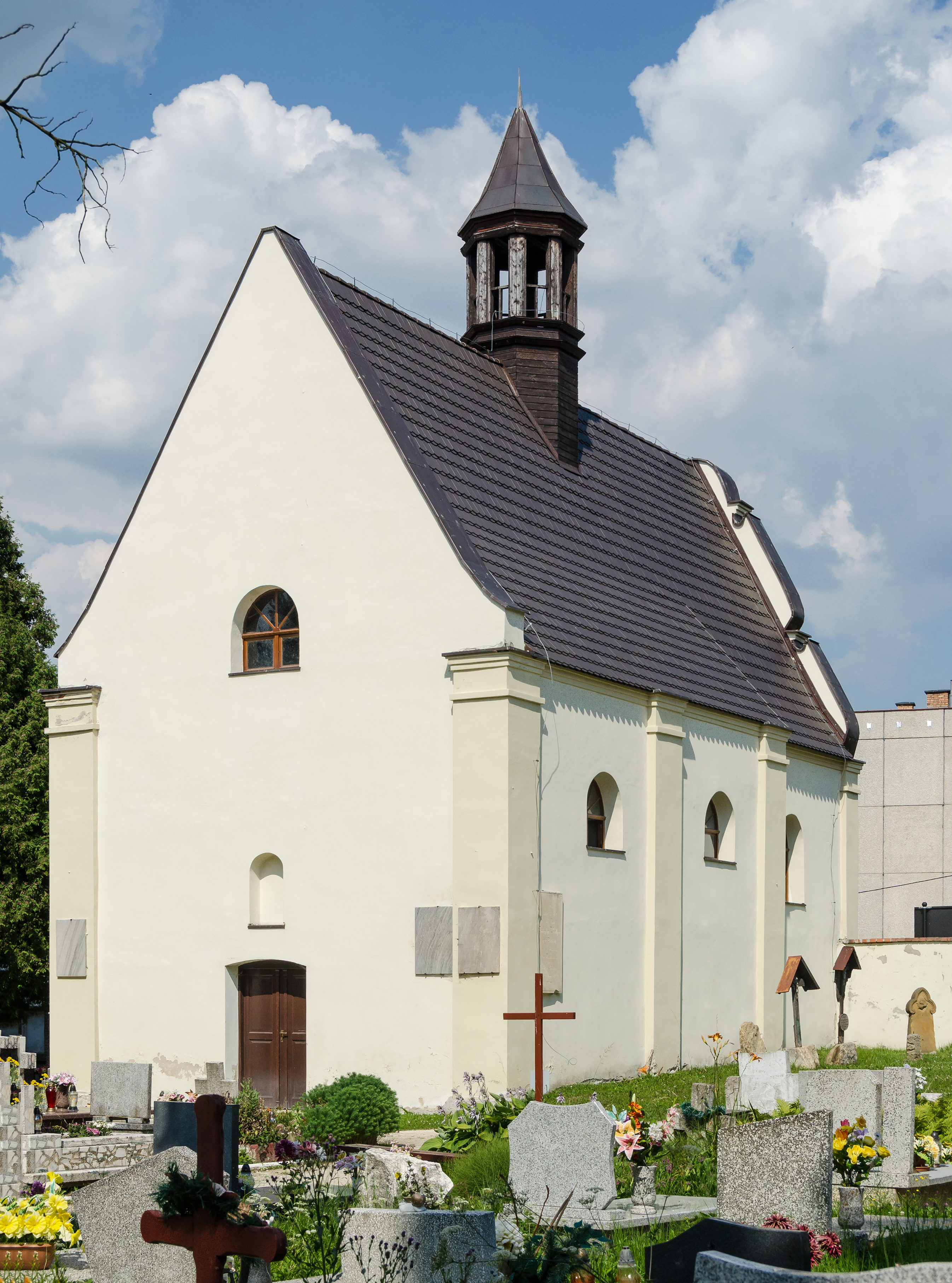
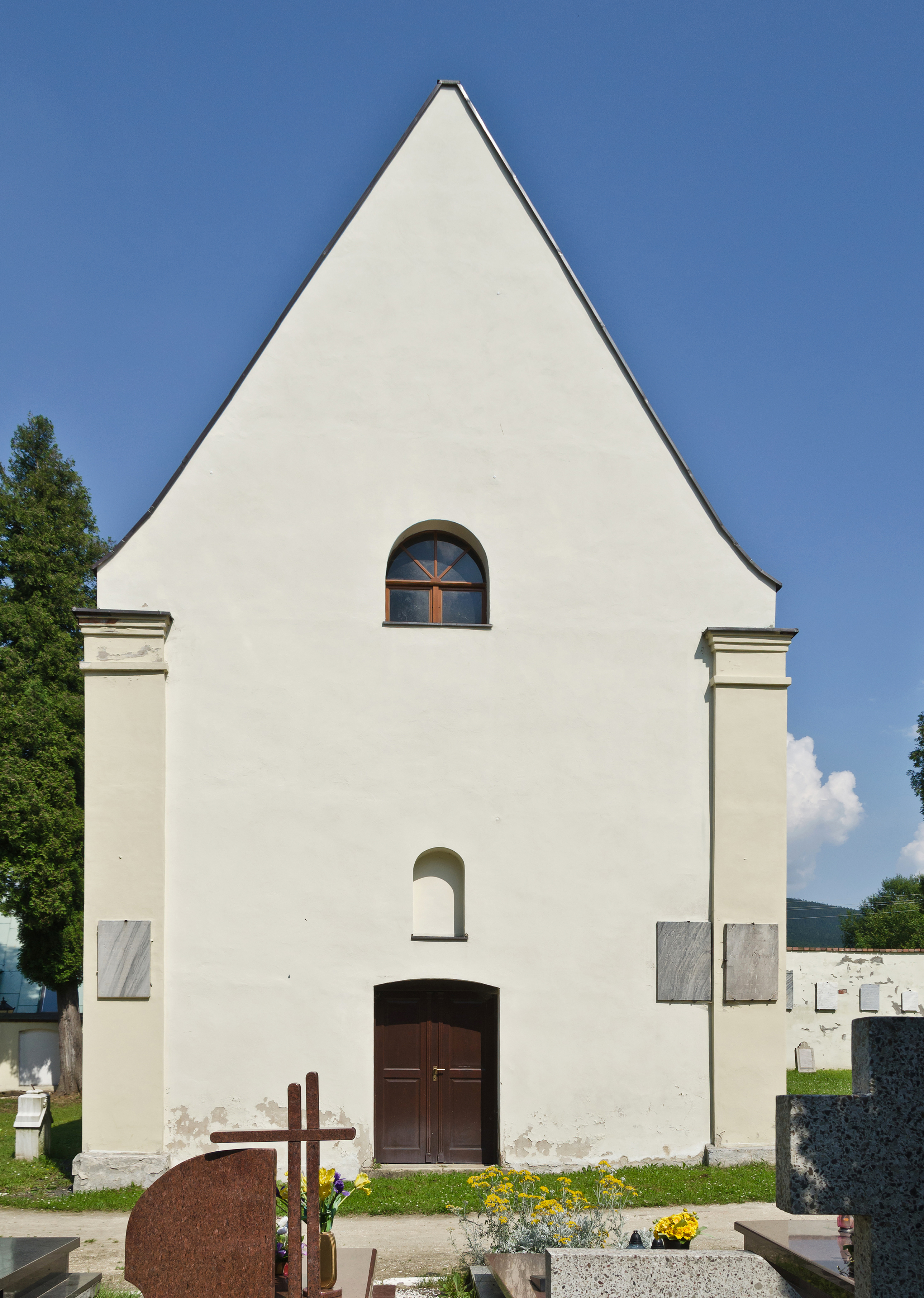
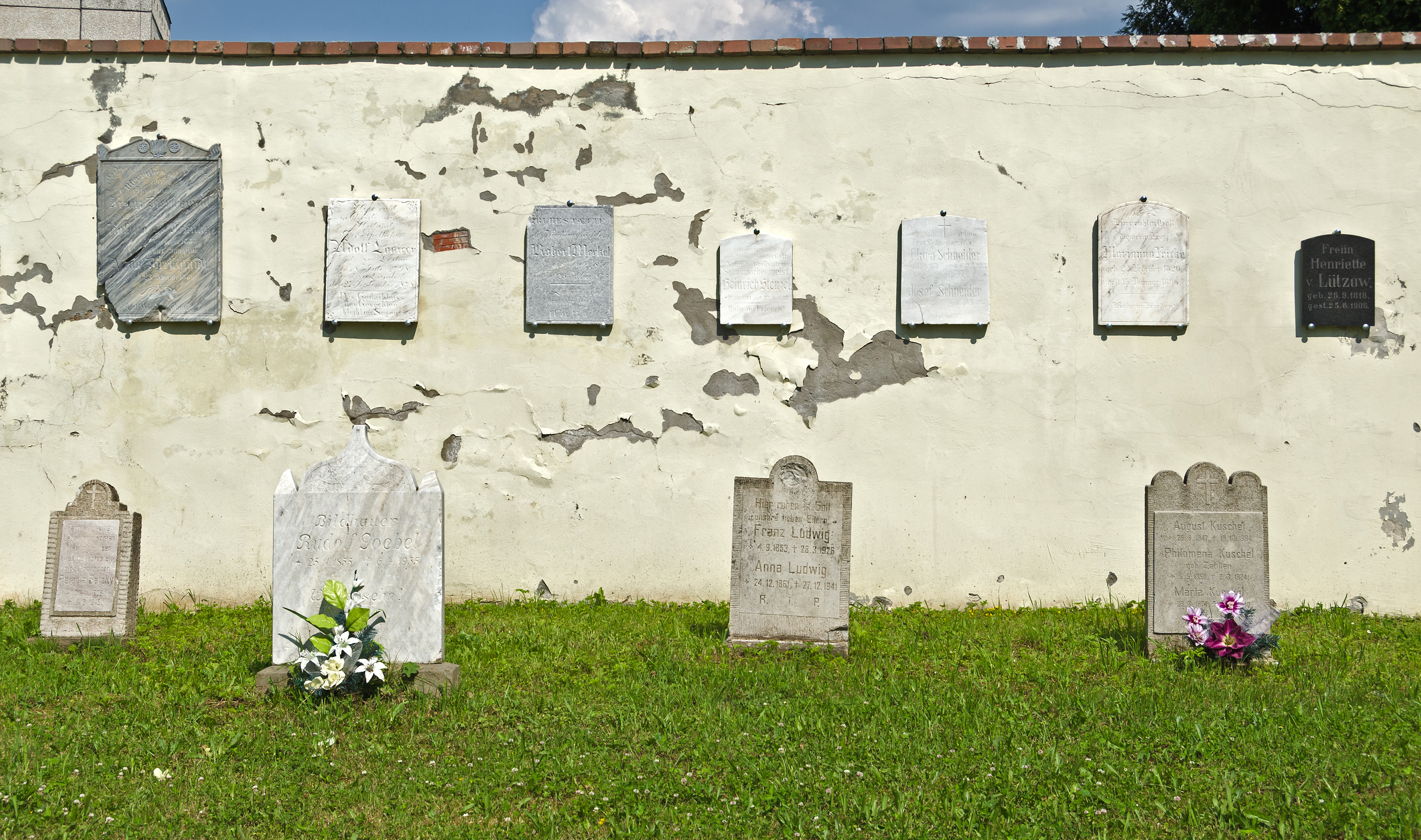
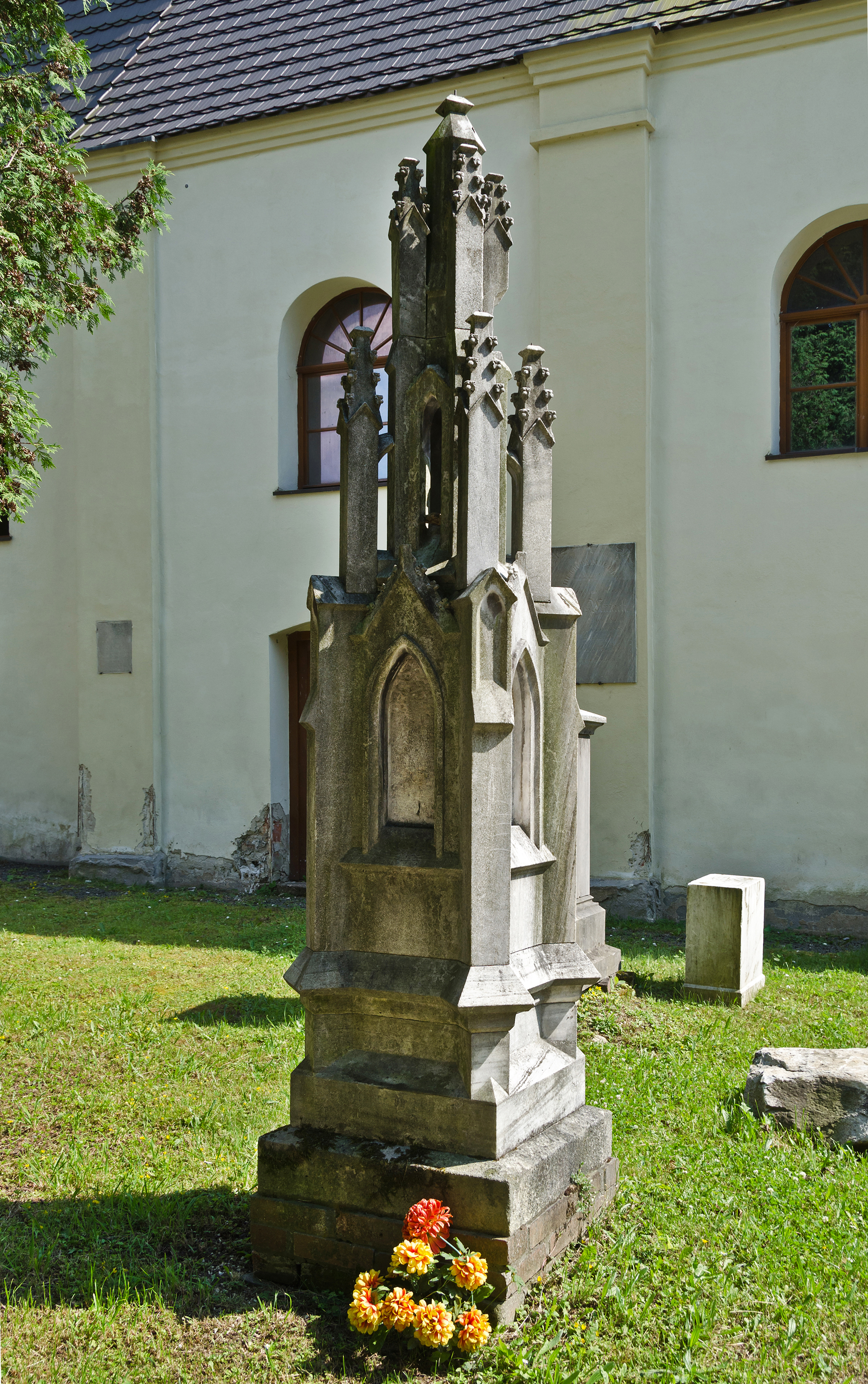
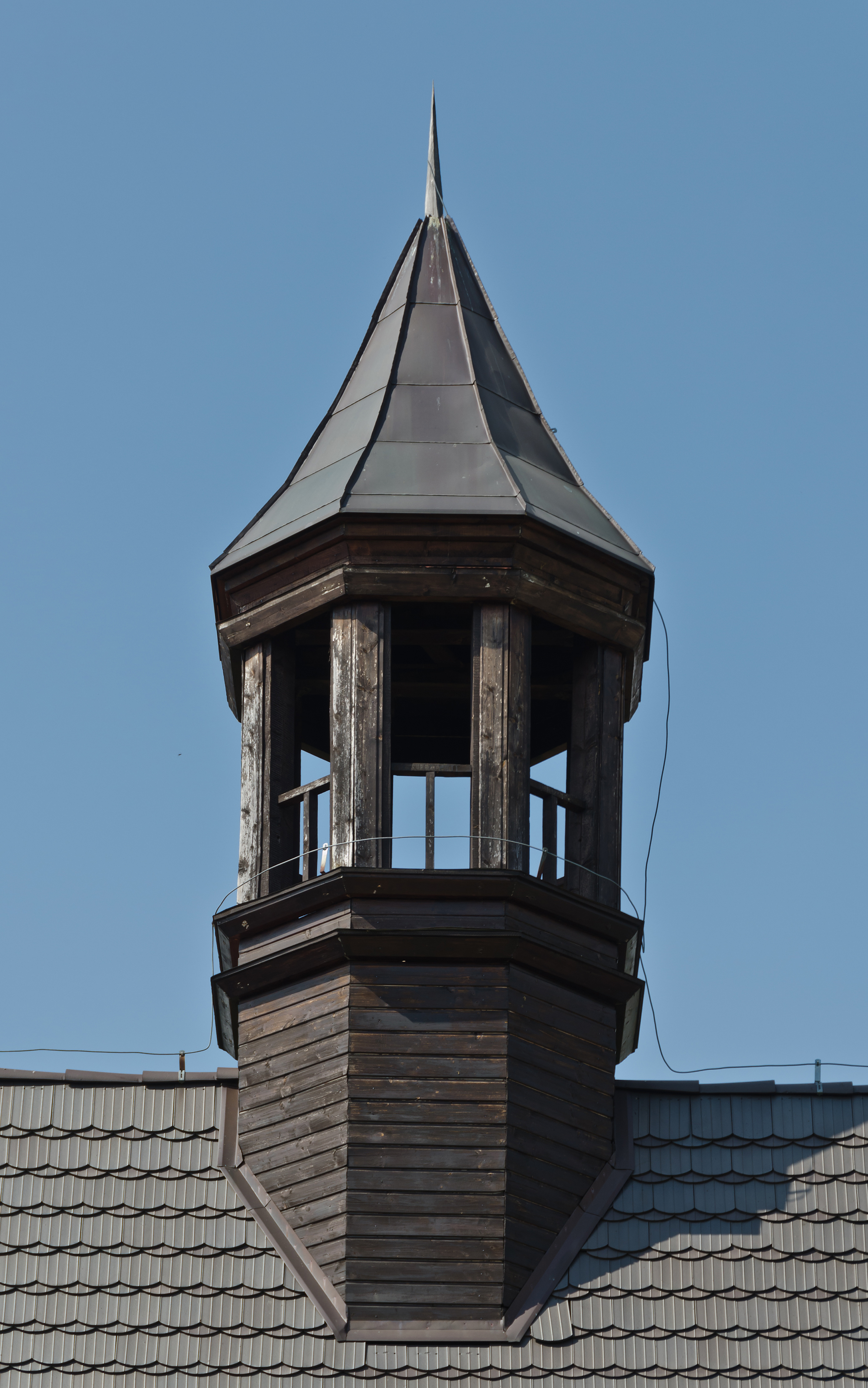